# Monasterio de la Concepción Franciscana (Jaén)
El monasterio de la Concepción Franciscana, también conocido como Las Bernardas, ya que fue fundado gracias a Melchor Soria y Vera, obispo de Troya y auxiliar de Toledo, y jiennense muy vinculado a Bernardo de Sandoval y Rojas, cardenal-obispo de Jaén. Actualmente alberga una comunidad de clarisas descalzas de clausura.

## Historia
En el lugar en el que actualmente se encuentra el monasterio, existió anteriormente uno dedicado a Santa Quiteria, fundado por frailes isidros que, más tarde, pasó a la Orden de los Jerónimos y, posteriormente, a los Capuchinos, que fueron sus últimos habitantes hasta que pasó a manos de las Clarisas descalzas. Esta orden fundó el Convento de la Purísima Concepción de Franciscanas Descalzas en 1627 gracias a la ayuda del obispo auxiliar de Toledo Melchor de Soria y Vera, natural de Jaén. 

## Construcción
Fue construido en el siglo XVI. El edificio se configura como un recinto fortificado en todo su perímetro exterior, conjugando la austeridad con la belleza arquitectónica, esto se debe a que se abre en un tramo de la muralla, teniendo incluso que derribar algunos lienzos de la misma y a trasladar una torre sin licencia real. Se encuentra además junto a la Puerta del Ángel.
En uno de sus laterales se asienta una fuente, lindando con el célebre Parque de la Alameda.

## Iglesia

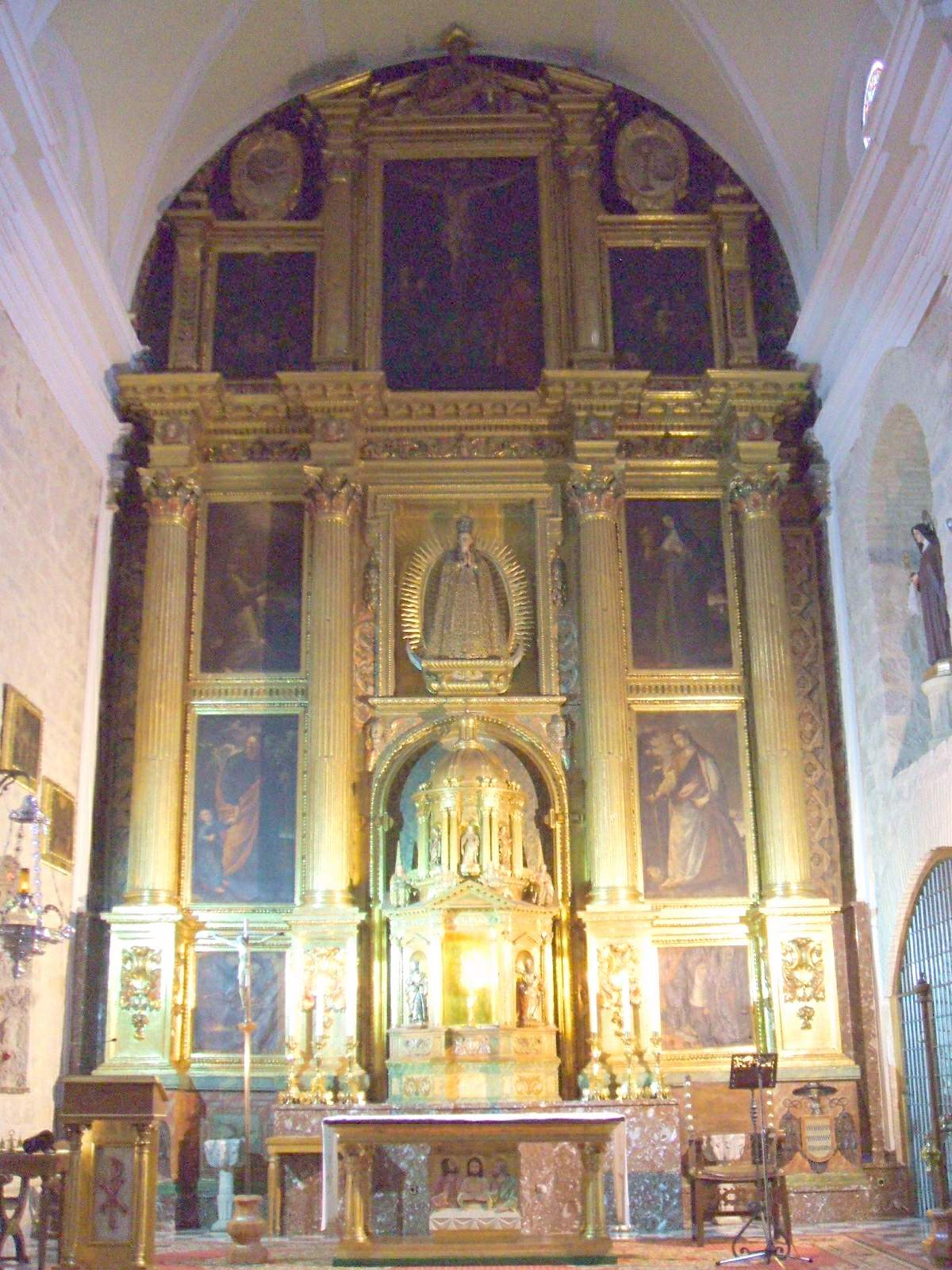
Retablo mayor de la iglesia

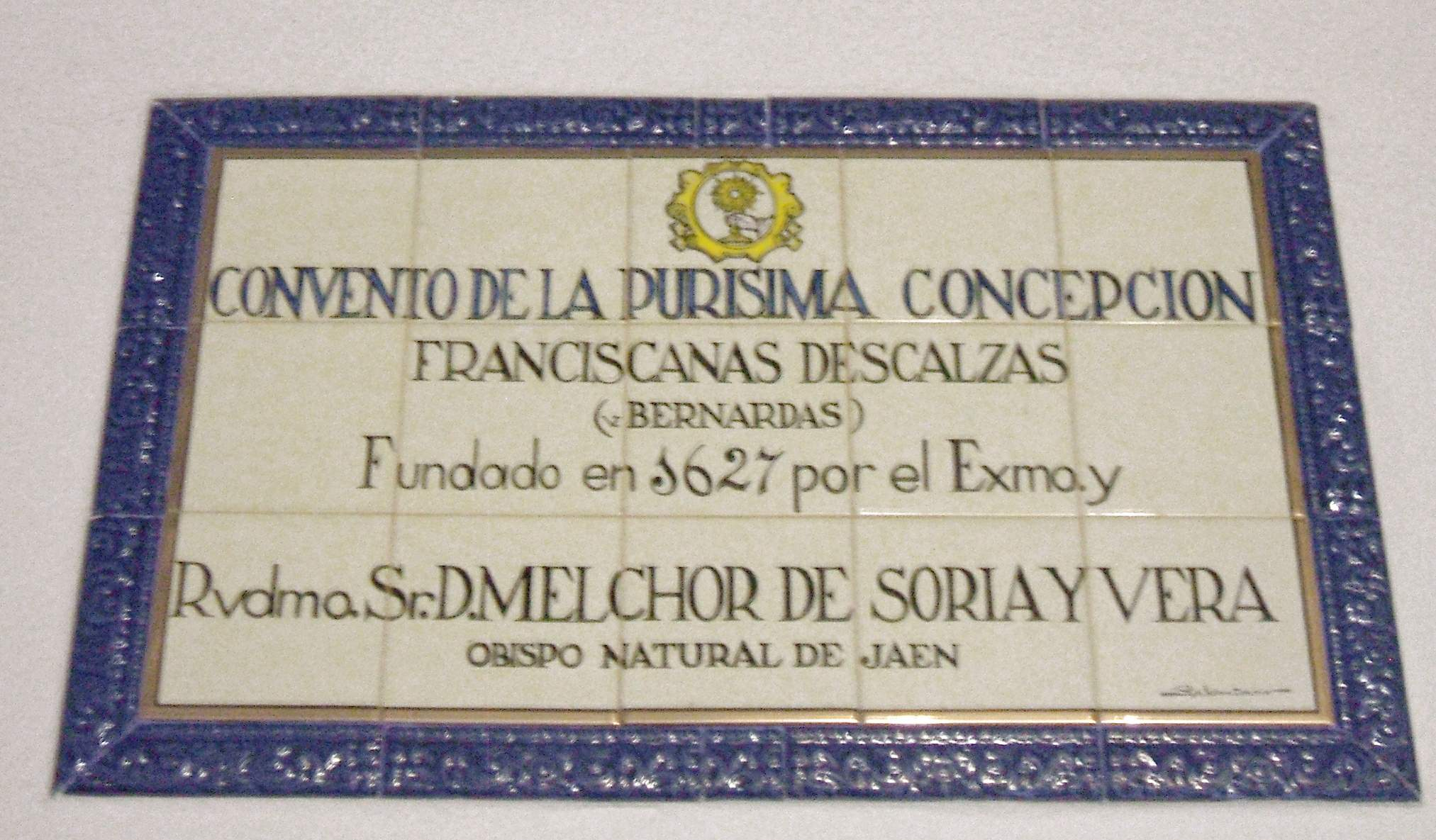
Memorial de erección del Convento

El autor fue "un gran maestro de Toledo", que se sospecha fue Juan Bautista Monegro. La construcción del templo finalizó en 1627, presenta una planta de cruz latina, ligada a la idea de sobriedad de los monasterios y al estilo herreriano de finales del siglo XVI. La nave se cubre con bóveda de cañón con lunetos de media naranja sobre pechinas en el crucero, decorándose con el escudo del obispo de Troya sostenido por águilas. El retablo es barroco temprano de orden corintio decorado con pinturas. 
La iglesia encierra muchos tesoros artísticos, entre los que destacan una rica colección de pinturas de Angelo Nardi.

## Portadas

### Portada de la iglesia
La portada da a un pequeño patio y consta de dos cuerpos y un ático y dos portales laterales. La portada principal es obra de Juan de Aranda Salazar, está concebida como un arco triunfal flanqueado por severas pilastras toscanas que ordena todo el conjunto, sobre la puerta se encuentra una hornacina con la imagen de Santa Clara, obra de Diego de Landeras.

### Portada exterior
Es una portada monumental reedifica en orden toscano, con una hornacina en la que hay una imagen de la Purísima. 